# Orienthella fogata
Orienthella fogata is een slakkensoort uit de familie van de Coryphellidae. De wetenschappelijke naam van de soort werd voor het eerst geldig gepubliceerd in 2007 door Millen & Hermosillo als Flabellina fogata.